# Minnie Riperton
Minnie Julia Riperton Rudolph (1947. november 8. – 1979. július 12.) a szakmában mint Minnie Riperton lett ismert, amerikai énekes-dalszerző. Legismertebb dala az 1975-ben kiadott lemeze: "Lovin 'You". Felesége volt a dalszerző és zenei producer Richard Rudolph-nak, 1979-ben bekövetkezett haláláig. Két gyermekük volt: a hangmérnök Marc Rudolph és a színésznő (komika) Maya Rudolph.
Riperton Chicagóban nőtt fel, gyerekkorában zenét tanult a dráma és a tánc szakon, a chicagói Lincoln Központban. Tizenéves korában énekelt már a chicagói székhelyű lánycsapatban: The Gems. 1976 januárjában, Ripertonnál mellrákot diagnosztizáltak. A rák már átterjedt, és az orvosok szerint hat hónapja volt hátra. Ennek ellenére folytatta a felvételeket és a turnéit. Riperton egyike volt az első hírességnek, aki nyilvánosságra hozza a mellrák diagnózist, de nem hozta nyilvánosságra, hogy halálos beteg. 1977-ben ő lett a szóvivője az American Cancer Society-nek. 1978-ban, Riperton is megkapta az American Cancer Society Courage Award díjat, amit a Fehér Házban az elnök, Jimmy Carter adott át neki. Riperton 31 évesen, 1979. július 12-én halt meg.